# Hans Victor Clausen
Hans Victor Clausen (* 14. Januar 1861 in Odense; †  7. Oktober 1937 in Kopenhagen) war ein dänischer Historiker. Der Bevölkerungsstatistiker und Geograph publizierte eine kulturell und geographisch genehme Trennlinie zwischen den deutschen und dänischen Bevölkerungsteilen im ehemaligen Herzogtum Schleswig der preußischen Provinz Schleswig-Holstein. Die nach ihm benannte „Clausen-Linie“ wurde mit der Volksabstimmung in Schleswig (1920) bestätigt.